# Dhalsim

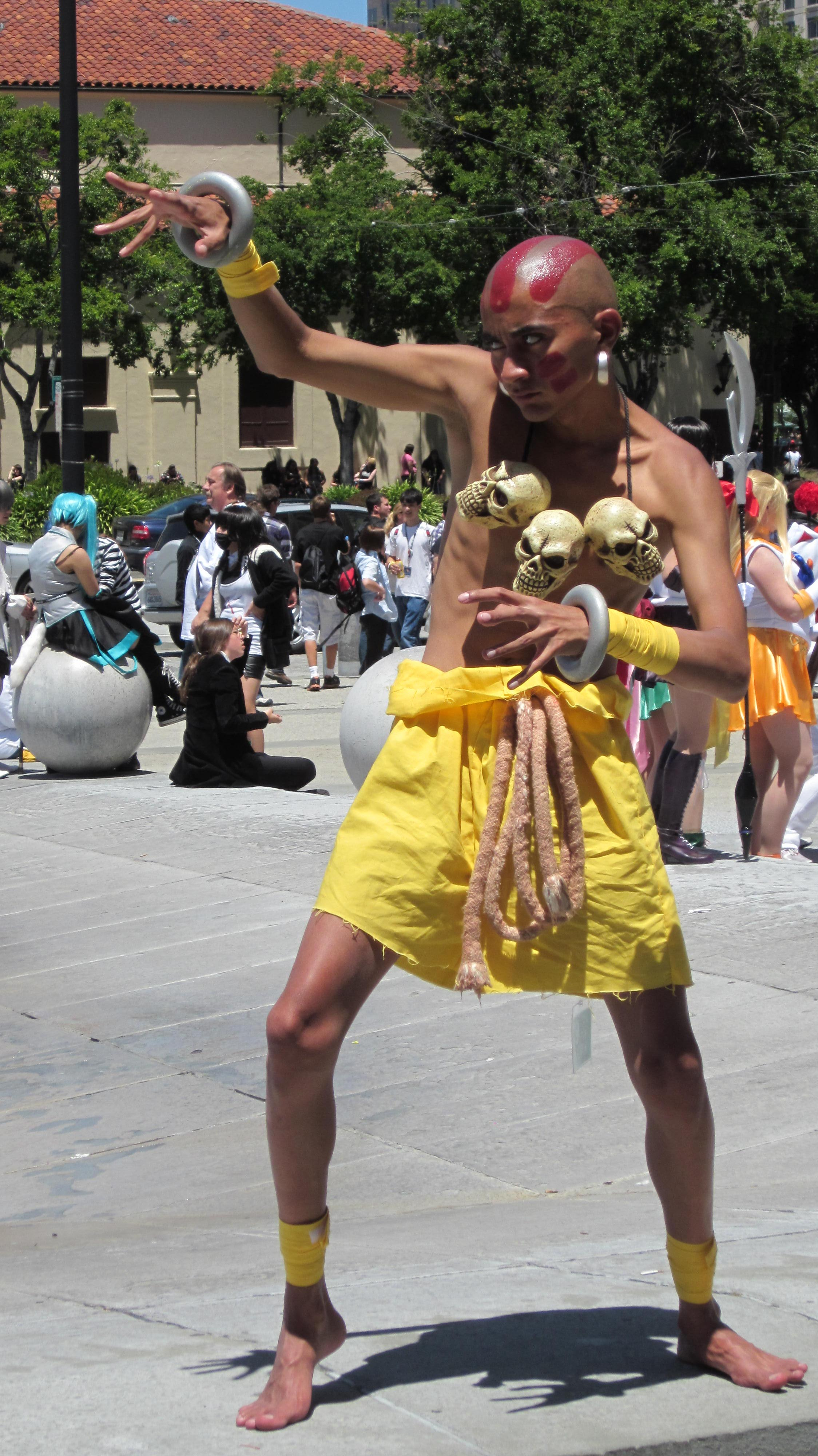
En man uklädd till Dhalsim

Dhalsim är en TV-spelsfigur från slagsmålsspelen Street Fighter. Han kommer från Kerala i Indien.

## Handling
Dhalsim är egentligen pacifist, men slåss för att skaffa pengar åt sin by. Den enda viktiga rollen han har haft i spelens handling var att hjälpa Cammy komma till självinsikt.
Dhalsims förmågor innefattar att kunna levitera, läsa tankar och uppfatta ondska. De sistnämnda är förmågor som han använder för att hitta den illvillige M. Bison, och göra sitt för att bistå dem som kan förgöra de onda. Han drog sig tillbaka från kampsporten efter den andra World Warrior-turneringen, och fortsatte istället resa runt i världen och hjälpa folk i nöd.

### Alternativa händelseförlopp
I serietidningsserien Street Fighter II V och filmen Street Fighter II: The Animated Movie är Dhalsim en vis och mäktig mystiker som hjälper Ryu bli starkare och besegra fienderna.

## Utseende
Dhalsim framställs ofta med ögon utan pupiller. Hans kroppsbyggnad är normal för en person som lyfter vikter regelbundet, med undantaget att hans buk och höft är kraftigt oproportionerliga och utmärglade. Tre röda ränder pryder hans skalliga hjässa, och i Street Fighter Alpha-serien använder han en turban som han avlägsnar före varje kamp. De mänskliga kranier han har i ett band kring halsen kommer från barn i hans by som dog i en epidemi. Palettskiftningsversioner av Dhalsim gör ofta att hans hud antar mörkblå eller andra onaturliga färger. Dhalsim är äldst av de ursprungliga World Warrior-kämparna.

## Övrigt
IGN rankade Dhalsim på plats 8 i en topplista över 25 karaktärer i Street Fighter.